# Aviation Club de France
Aviation Club de France var en spelklubb i Paris i Frankrike verksam åren 1907–2014. Klubben var belägen på Champs-Élysées i stadens centrum.
Aviation Club de France grundades 1907 på 104 Avenue des Champs-Elysees som en privat klubb för piloter. Den omorganiserades 1925 till spelklubb och medlemskap öppnades för andra än piloter. Medlemsantalet ökade och med tiden kom Aviation Club de France att bli en av Europas mest exklusiva spelklubbar. År 1995 införde man poker som första spelklubb i Frankrike, det blev populärt och klubben kom att bli en plats för spel med höga insatser och sågs som ett flaggskepp på den europeiska pokerscenen. Aviation Club de France var med när World Poker Tour instiftades 2002 och var plats för deltävlingar i turneringsserien fram till 2013. En mängd andra kortspel såsom bridge, rummy blackjack och baccarat spelades här.
År 2014 gjorde myndigheter ett tillslag och stängde klubben på grund av oegentligheter i bokföringen. Klubbens licens löpte oförnyad ut och man öppnade aldrig för spel igen, slutligen likviderades tillgångarna år 2015. År 2018 öppnade en ny spelklubb Club Barrière i Avation Club de Frances gamla lokaler.